# 坎波多罗
坎波多罗（義大利語：Campodoro），是意大利威尼托大区帕多瓦省的一个市镇。总面积11.16平方公里，人口2693人，人口密度241.3人/平方公里（2009年）。国家统计（ISTAT）代码为028018。